# ブライアン・ボンソール
ブライアン・ボンソール（Brian Bonsall、1981年12月3日 - ）は、アメリカ合衆国の俳優。

## 出演作品
- ブランク・チェック／１００万ドル大作戦!
- スイート・ドリーム
- パパと呼ばれて大迷惑!?
- マイキー
- 地獄のプリズナー/狙われた美人教師
- ファミリータイズ（アンドリュー・キートン）
- スタートレック:ディープ・スペース・ナイン（アレキサンダー・ロジェンコ）